# گنج‌آباد سفلی (هشترود)
گنج‌آباد سفلی روستایی در دهستان نظرکهریزی بخش نظرکهریزی شهرستان هشترود استان آذربایجان شرقی ایران است.

## جمعیت
بر پایه سرشماری عمومی نفوس و مسکن در سال ۱۳۹۵ جمعیت این روستا ۱۵۹ نفر (۳۶خانوار) بوده‌است.